# Лангара, Исидро
Иси́дро Ла́нгара Галарра́га (исп. Isidro Lángara Galarraga; 25 мая 1912, Пасахес — 21 августа 1992, Андоайн) — испанский футболист, нападающий.

## Биография
Исидро Лангара Галаррага родился 25 мая 1912 в городе Пасахес, который находится в Гипускоа на севере Басконии. Там же он начал играть в футбол, выступая за команду его школы «Бильдур Гучи», но после окончания среднего образования Лангара, как и множество мальчишек его возраста, был вынужден уйти из футбола, работая помощником токаря и осваивая азы этой профессии.
В 1928 году дядя Лангары взял племянника с собой в поездку в Сан-Себастьян, который находился недалеко от Пасахеса, там Исидро предложил свои услуги клубу «Эсперансу», выступавшему во второй лиге чемпионата Гипускоа. 16-летний юноша приглянулся тренерскому штабу команды, так Лангара стал футболистом. Когда пришла пора совершеннолетия Лангары, футболиста взяли в армию, но, как и многие футболисты, не попал в сами войска, а был взят в армейскую команду — «Толосу», выступавшую в третьем испанском дивизионе.
В 1931 году, после демобилизации, Лангара приходит в клуб «Овьедо». С «Овьедо» Лангара дебютировал в Сегунде, клуб сразу выплатил Исидро 3000 песет и назначил ему заработную плату в размере 500 песет ежемесячно. В сезоне 1931/32 «Овьедо» занял второе место, что не позволило клубу подняться в Примеру, но Лангара проявил себя великолепно, став главной ударной силой команды, чем обратил на себя внимание тренеров национальной сборной, в которой игрок дебютировал 24 апреля 1932 года в игре с командой Югославии, в которой забил первый мяч в игре, а его команда победила 2:1. В следующем сезоне «Овьедо», ведомый Лангарой, ставшим лучшим бомбардиром Сегунды, поднялся в высший испанский дивизион.
В первый год в Примере Лангара забил 27 мячей, завоевав свой первый Пичичи, приз лучшему снайперу высшего испанского дивизиона. В том же сезоне центрфорвард «Ла Электрики» вновь был приглашен в сборную на матч отборочного турнира чемпионата мира 1934 с Португалией, этот матч считают лучшим матчем Лангары в карьере, Испания выиграла 9:0, а Лангара забил 5 мячей, став первым футболистом, забившим 5 мячей в истории турнира. В ответной игре с португальцами в Лиссабоне Испанцы победили 2:1, оба мяча забил Лангара.
На чемпионат мира 1934 испанцы поехали в ранге одного из фаворитов турнира. Первый матч был сыгран 27 мая, в ней Испании противостояла команда Бразилии, испанцы пропустили лишь один мяч, забив три, два из которых оказались на счету Лангары. В четвертьфинале турнира Испанию ждал хозяин соревнования, команда Италии. В первом матче, при грубой игре итальянцев и ужасной работе судьи, который не засчитал «чистый» гол, забитый Лангарой на 85-й минуте игры, матч завершился со счетом 1:1. В переигровке, на которую из-за травм не смогли выйти семеро игроков основного состава испанцев, включая Лангару, Италия победила 1:0. Всего за сборную Лангара провёл 11 матчей, забив 17 мячей, последнюю игру Исидро провёл 3 мая 1936 года против Швейцарии, забив один из двух безответных мячей испанцев.
В сезоне 1934/35 Лангара забил 26 мячей, которые позволили Овьедо занять высшее место в истории клуба — стать бронзовым призёром чемпионата, то же повторилось и год спустя, Лангара вновь лучший снайпер чемпионата, а Овьедо вновь третья команда в Испании. Всего за Овьедо Лангара сыграл 220 матчей и забил 281 гол. Дальнейшему росту клуба помешала Гражданская война в Испании, вспыхнувшая в июле 1936 года, Лангара, согласно республиканскому приказу, в возрасте 24 лет пошёл на фронт.
В 1937 году Лангара был отозван с фронта и уехал в Басконию, там он вновь стал играть в футбол, благодаря Луису Регейро, который загорелся идеей объединить всех баскских игроков, поддерживавших Республику, под знаменами одного клуба. Леонардо Силауррен, Гильермо Горостиса, Лангара и другие баски поддержали идею Ригейро, новый клуб было решено назвать «Эускади», что в переводе с баскского значит Страна Басков. Первый матч новый клуб провёл 26 апреля 1937 года в Париже против местного «Расинга», завершившийся со счетом 3:0.

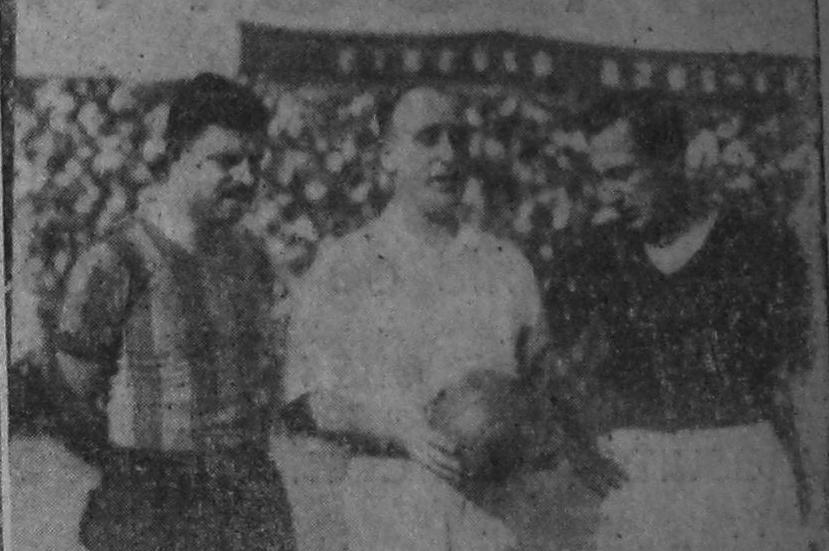
Лангара (крайний справа) в 1940 году

Затем команда провела несколько товарищеских матчей в Чехословакии, Польше, СССР, Скандинавии. К осени 1937 команда стала рассыпаться, игроки уезжали из команды. В итоге, те, кто остался, на пароходе, полном беженцев в конце 1937 года уехали в Мексику. Там команда продолжала побеждать, с ноября 1937 года по январь 1938 года в 20-ти матчах одержав 15 побед, Лангара снова поражал результативностью, забив 20 мячей из 73-х, забитых командой. Попытки провести матчи в странах Южной Америки не увенчались успехом, власти латиноамериканских стран симпатизировали режиму Франко и не позволили появиться на своей территории команде, составленной из республиканцев. Помощь баскских беженцев в Мехико позволяла команде держаться на плаву.
Осенью 1938 года «Эускади» заявилась на чемпионат Мексики под названием «Селексьон Баска» (Сборная Басконии), клуб сразу стал первенствовать в местном чемпионате, поддерживаемый деньгами баскского мигранта Анхеля Уррасы, владельца автоконцерна «Гудрич-Эускади». Баски долго лидировали в чемпионате, но в апреле 1939 года сразу 9 футболистов покинули клуб, соблазнившись на предложения богатых аргентинских клубов. Обезглавленная «Селексьон Баска» продержалась до конца чемпионата, заняв второе место в турнире, и завершила своё существование.
Лангара, вместе с Анхелем Субьетой получил предложение от клуба «Сан-Лоренсо». Лангара не отказал. Его дебют в новой команде состоялся 21 мая 1939 года в игре с «Ривер Плейт», дебют вышел фантастическим: за один только первый тайм игры Лангара сделал «покер», забивая мячи на 7, 13, 21 и 39-й минутах. Это моментально сделало Лангару идолом болельщиков «Сан-Лоренсо». Через год Исидро, вместе с парагвайцем Бенитесом стал лучшим снайпером чемпионата Аргентины, забив 33 мяча. За всего-то 4 года в «Сан-Лоренсо» Лангара провел 121 матч и в них забив 110 мячей, до сих пор занимая 7 место по числу голов за всю историю клуба, но титулы обходили «Сан-Лоренсо» стороной, команда дважды в 1941 и 1942 годах занимала 2-е место, уступая первую строчку «Ривер Плейту».
Зимой 1942 года Сан-Лоренсо совершил турне по Мексике, проведя 10 матчей, Ландара выступил в 9-ти из них, забив 23 мяча (из 43-х забитых командой). Мексиканские болельщики, а особенно баски, не забыли великолепной игры Лангары, тот был так тронут их поддержкой, что сказал, что готов вернуться в Мексику, если ему предложат зарплату не ниже аргентинской. На следующий год, с созданием профессиональной мексиканской футбольной лиги, контракт Лангаре предложил клуб «Реал Эспанья», который собрал под своими знаменами почти всех бывших игроков «Эускади», конечно, клуб сразу стал лидером Мексиканского футбола, выиграв в 1944 году Кубок Мексики (а за год до этого дойдя до финала турнира) и чемпионат Мексики в 1945 году. Лангара по-прежнему был лучшим бомбардиром команды, забив в сезоне 1943/44 27 мячей, на следующий год 38 голов, а в своем последнем сезоне в «Эспанье» 40 мячей, 7 из которых в матче с «Монтерреем», рекорд, не побитый до сих пор.
После окончания второй мировой войны Франко был издан указ об амнистии всех испанских спортсменов, воевавших на стороне Республики, Лангара, подпадавший под этот закон, вернулся в свою бывшую команду «Овьедо» в 1946 году. Несмотря на возвращение футбольных звезд в Испанию, пресса, верная режиму Франко, почти не писала о игроках, в своей время поддерживавших Республику. В сезоне 1946/47 Лангара был в великолепной форме, забив 18 мячей в 20-ти матчах клуба, его даже пригласили в сборную Испании, но травма и «внезапный» срыв матча помешали Лангаре, спустя 10 лет, надеть футболку национальной команды. На следующий год в первом же туре Лангара получил тяжелую травму и перестал попадать в состав клуба, проведя лишь 9 матчей, забив 5 голов. В конце сезона Лангара объявил о завершении спортивной карьеры.
Завершив карьеру футболиста, Лангара вернулся в Мексику, открыв ресторанный бизнес. В 1950-х Лангара начал тренировать, сначала в Чили, затем в Мексике, где в 1953 году выиграл Кубок Мексики с «Пуэблой», и Аргентине.
Перед смертью Лангара вернулся в Страну Басков, чтобы умереть на родине.

## Достижения

### Командные
- Чемпион Астур-Кантабро: 1932, 1936
- Чемпион Астурии: 1933, 1934, 1935
- Обладатель Кубка Мексики: 1944, 1953 (тренер)
- Чемпион Мексики: 1945

### Личные
- Лучший бомбардир чемпионата Испании: 1934, 1935, 1936
- Лучший бомбардир чемпионата Аргентины: 1940
- Лучший бомбардир чемпионата Мексики: 1946

## Статистика выступлений
| Клуб                    | Сезон             | Лига | Лига | Кубки | Кубки | Прочие | Прочие | Итого | Итого |
| Клуб                    | Сезон             | Игры | Голы | Игры  | Голы  | Игры   | Голы   | Игры  | Голы  |
| ----------------------- | ----------------- | ---- | ---- | ----- | ----- | ------ | ------ | ----- | ----- |
| Эсперанса               | 1929/30           | 3    | 1    | 0     | 0     | 0      | 0      | 3     | 1     |
| Эсперанса               | Итого             | 3    | 1    | 0     | 0     | 0      | 0      | 3     | 1     |
| Толоса                  | 1930/31           | 0    | 0    | 0     | 0     | 10     | 7      | 10    | 7     |
| Толоса                  | Итого             | 0    | 0    | 0     | 0     | 10     | 7      | 10    | 7     |
| Овьедо                  | 1930/31           | 18   | 15   | 0     | 0     | 0      | 0      | 18    | 15    |
| Овьедо                  | 1931/32           | 18   | 22   | 3     | 2     | 10     | 14     | 31    | 38    |
| Овьедо                  | 1932/33           | 18   | 23   | 2     | 2     | 3      | 11     | 23    | 36    |
| Овьедо                  | 1933/34           | 18   | 27   | 6     | 9     | 8      | 24     | 32    | 60    |
| Овьедо                  | 1934/35           | 22   | 27   | 2     | 1     | 3      | 7      | 27    | 35    |
| Овьедо                  | 1935/36           | 21   | 28   | 2     | 2     | 8      | 17     | 31    | 47    |
| Овьедо                  | Итого             | 115  | 142  | 15    | 16    | 32     | 73     | 162   | 231   |
| Эускади                 | 1938/39           | 12   | 17   | 0     | 0     | 0      | 0      | 12    | 17    |
| Эускади                 | Итого             | 12   | 17   | 0     | 0     | 0      | 0      | 12    | 17    |
| Сан-Лоренсо де Альмагро | 1939              | 25   | 34   | 4     | 1     | 0      | 0      | 29    | 35    |
| Сан-Лоренсо де Альмагро | 1940              | 34   | 33   | -     | -     | 0      | 0      | 34    | 33    |
| Сан-Лоренсо де Альмагро | 1941              | 30   | 24   | 2     | 0     | 1      | 1      | 33    | 25    |
| Сан-Лоренсо де Альмагро | 1942              | 27   | 15   | 2     | 0     | 0      | 0      | 29    | 15    |
| Сан-Лоренсо де Альмагро | 1943              | 5    | 4    | 0     | 0     | 0      | 0      | 5     | 4     |
| Сан-Лоренсо де Альмагро | Итого             | 121  | 110  | 8     | 1     | 1      | 1      | 130   | 112   |
| Реал Эспанья            | 1943/44           | 18   | 28   | 6     | 4     | 1      | 1      | 25    | 33    |
| Реал Эспанья            | 1944/45           | 22   | 38   | 4     | 7     | 1      | 0      | 27    | 45    |
| Реал Эспанья            | 1945/46           | 27   | 40   | 1     | 1     | 0      | 0      | 28    | 41    |
| Реал Эспанья            | Итого             | 67   | 106  | 11    | 12    | 2      | 1      | 80    | 119   |
| Овьедо                  | 1946/47           | 20   | 18   | 3     | 1     | 0      | 0      | 23    | 19    |
| Овьедо                  | 1947/48           | 9    | 5    | 1     | 2     | 0      | 0      | 10    | 7     |
| Овьедо                  | Итого             | 29   | 23   | 4     | 3     | 0      | 0      | 43    | 26    |
| Всего за «Овьедо»       | Всего за «Овьедо» | 144  | 165  | 19    | 19    | 32     | 73     | 195   | 257   |
| Всего за карьеру        | Всего за карьеру  | 347  | 399  | 38    | 32    | 45     | 82     | 430   | 513   |